# 헤이디 렌하트
하이디 렌하트(Heidi Lenhart, 1973년 8월 22일 ~ )는 미국의 배우이다.
로스앤젤레스에서 태어났다.

## 출연 작품

### 영화
- 키디콤의 비밀 (1990, A Quiet Little Neighborhood, a Perfect Little Murder)
- 죽음의 프로포즈 (1994, Shadow of Obsession)
- 데들리 신스 (1995, Deadly Sins)
- 본 배드 (1997, Born Bad) - 로라 역
- 아담스 패밀리 3 (1998)
- 백만장자와 베이비시터 (1999, Au Pair) - 제니퍼 '제니' 모건 역
- 크로커다일 2 (2001, Crocodile 2: Death Swamp)

### 텔레비전
- 베벌리힐스 아이들 (2000)